# Cesarstvo čutil
Cesarstvo čutil (japonsko Ai no korīda (愛のコリーダ), francosko L'Empire des sens) je francosko-japonski umetniški film iz leta 1976, ki ga je režiral in zanj napisal scenarij Nagisa Ošima. Predstavlja izmišljeni in poudarjeno seksualni prikaz incidenta Sade Abe iz Japonske v 1930-tih letih. Ob izidu je sprožil polemike, kajti čeprav je bil namenjen za splošno predvajanje v kinematografih, vsebuje prizore z neigranimi spolnimi odnosi, tudi med glavnima igralcema Tacujo Fudžijem in Eiko Macudo.
Film je bil premierno prikazan 15. septembra 1976 v Franciji, na Japonskem pa 16. oktobra istega leta. V izogib strogim japonskim zakonom glede prikaza spolnosti, je bil film uradno označen kot francoski, spolni prizori pa so bili zamegljeni. Vseeno se je moral režiser na sodišču braniti obtožb obscenosti, film pa je na Japonskem še vedno prepovedano predvajati v necenzurirani različici. V ZDA je bil film premierno prikazan na Newyorškem filmskem festivalu, takoj za tem pa za krajši čas prepovedan. Tudi v več evropskih državah je naletel na težave s cenzuro, toda prepovedan je bil le v Belgiji, kjer so prepoved odpravili šele leta 1994. Na Slovenskem je film predvajal Kino Sloga leta 1983 in je s 60.454 obiskovalci v 61-ih dneh predvajanja postal najbolj gledani film leta v Ljubljani.

## Vloge
- Eiko Macuda kot Sada Abe
- Tacuja Fudži kot Kičizo Išida
- Aoi Nakadžima kot Toku
- Jasuko Macui kot lastnica gostišča
- Meika Seri kot Macuko
- Kanae Kobajaši kot gejša Kikurju
- Taidži Tonojama kot stari berač
- Kjodži Kokonoe kot učitelj Omija
- Naomi Širaiši kot gejša Jaedži
- Komikiči Hori kot Micuva Geiša